# Episodi di Pianeta Terra - Cronaca di un'invasione (quarta stagione)
La quarta stagione della serie televisiva Pianeta Terra - Cronaca di un'invasione, composta da 22 episodi, è stata trasmessa in syndication dal 2 ottobre 2000 al 14 giugno 2001.
In Italia la stagione è andata in onda sul canale Jimmy dal 13 maggio 2008 all'11 giugno 2008.
| nº | Titolo originale      | Titolo italiano                    | Prima TV USA     | Prima TV Italia |
| -- | --------------------- | ---------------------------------- | ---------------- | --------------- |
| 1  | The Forge of Creation | La fucina della creazione          | 2 ottobre 2000   | 13 maggio 2008  |
| 2  | First Breath          | I peccati del padre                | 11 ottobre 2000  | 14 maggio 2008  |
| 3  | Sins of the Father    | Primo respiro                      | 16 ottobre 2000  | 15 maggio 2008  |
| 4  | Limbo                 | Limbo                              | 23 ottobre 2000  | 16 maggio 2008  |
| 5  | Motherlode            | Bottino                            | 30 ottobre 2000  | 19 maggio 2008  |
| 6  | Take No Prisoners     | Nessun prigioniero                 | 6 novembre 2000  | 20 maggio 2008  |
| 7  | Second Wave           | La seconda ondata                  | 13 novembre 2000 | 21 maggio 2008  |
| 8  | Essence               | Essenza                            | 20 novembre 2000 | 22 maggio 2008  |
| 9  | Phantom Companion     | Il Compagno fantasma               | 27 novembre 2000 | 23 maggio 2008  |
| 10 | Dream Stalker         | Sogni mortali                      | 4 dicembre 2000  | 26 maggio 2008  |
| 11 | Lost Generation       | Generazione perduta                | 15 gennaio 2001  | 27 maggio 2008  |
| 12 | The Summit            | Il summit                          | 22 gennaio 2001  | 28 maggio 2008  |
| 13 | Dark Matter           | Materia oscura                     | 29 gennaio 2001  | 29 maggio 2008  |
| 14 | Keys to the Kingdom   | Le chiavi del regno                | 5 febbraio 2001  | 30 maggio 2008  |
| 15 | Street Chase          | La corsa contro il tempo di Street | 12 febbraio 2001 | 2 giugno 2008   |
| 16 | Trapped by Time       | Intrappolato nel tempo             | 19 febbraio 2001 | 3 giugno 2008   |
| 17 | Atonement             | La redenzione di Sandoval          | 26 febbraio 2001 | 4 giugno 2008   |
| 18 | Blood Ties            | Legami di sangue                   | 16 maggio 2001   | 5 giugno 2008   |
| 19 | Hearts and Minds      | Cuori e pensieri                   | 23 maggio 2001   | 6 giugno 2008   |
| 20 | Epiphany              | Epifania                           | 30 maggio 2001   | 9 giugno 2008   |
| 21 | Dark Horizon          | Oscuri orizzonti                   | 6 giugno 2001    | 10 giugno 2008  |
| 22 | Point of No Return    | Punto di non ritorno               | 14 giugno 2001   | 11 giugno 2008  |